# 청주 정하동 마애비로자나불좌상
청주 정하동 마애비로자나불좌상(淸州 井下洞 磨崖毘盧遮那佛坐像)은 충청북도 청주시 청원구 정하동에 있는 불상이다. 1982년 12월 17일 충청북도의 유형문화재 제113호로 지정되었다.

## 개요
충청북도 청주시 상당구 정하동에 있는 바위면에 새긴 마애불로다.
머리에는 마치 모자를 쓴 듯하며, 머리 뒤에는 동그란 머리광배가 표현되어 있다. 신체는 균형이 잘 잡혀 있으며, 자연스럽게 흐르는 얇은 선의 옷주름 표현이 돋보인다. 왼손 검지 손가락을 오른손으로 잡을 듯한 모습을 하고 있다. 이런 특징적인 손모양은 동화사 비로암석조비로자나불좌상(보물 제244호)이나 도피안사 철조비로자나불좌상(국보 제63호)과 비교된다.
직사각형의 얼굴, 잘룩한 허리, 볼륨있는 무릎 등에서 통일신라시대의 특징이 엿보이는 고려 초기의 작품이다.

## 현지 안내문
이 불상은 비로사나불상으로는 그 예가 드문 마애불좌상이다. 비로사나불은 화업종 사찰에서 주존으로 모셔지는 불상으로 지권인을 한 손모양이 가장 큰 특징이다.
9세기 경에 유행한 마애불 및 비로사나불상의 흐름을 모두 갖춘 작품이다.
불상은 머리 뒷부분에 원형 광배를 지니고 연꽃 대좌에 앉은 형태이다. 전체적으로 균형잡힌 몸을 따라 흐르는 옷주름선이 돋보인다. 머리 모양은 모자를 쓴 듯한 특징을 보인다. 손모양도 왼손의 둘째 손가락을 오른손으로 잡은 특이한 지권인을 하고 있다.
길게 네모진 형태의 얼굴, 잘록한 허리 그리고 볼륨있는 무릎 등 앞 시대의 특징이 엿보이는 고려 초기의 작품이다. 불상의 높이는 323cm이다.

## 참고 자료
- 청주 정하동 마애비로자나불좌상 - 국가유산청 국가유산포털